# Vincent Dauga
Vincent Dauga (Mont-de-Marsan, 11 december 1988) is een Frans voormalig professioneel wielrenner die zowel op de weg als op de baan actief was. Hij kwam in het verleden twee seizoenen uit voor Française des Jeux.
Dauga werd in 2004 Frans kampioen baanwielrennen in de ploegkoers, samen met Romain Sicard, in de categorie nieuwelingen. Het jaar erop werd hij in dezelfde discipline, maar bij de junioren en met Jonathan Lahoun, tweede. Hij reed toen ook samen met Lahoun, Sylvain Pandele en Bastien Traille in de ploegenachtervolging en werd daarin ook tweede. Hij werd wel Frans kampioen in de individuele achtervolging.
Vervolgens deed hij in 2006 mee aan de Europese kampioenschappen baanwielrennen voor junioren en werd met Alexandre Lemair, Bryan Nauleau en Vivien Brisse tweede in de ploegenachtervolging en tevens tweede in de scratch. Ook op het Franse kampioenschap wist hij ereplaatsen te behalen, hij werd in de ploegenachtervolging, met Romain Leroy, Damien Wegel en eerder genoemde Sylvain Pandele, derde en in de individuele achtervolging tweede.
In 2007 reed hij in een nieuwe klasse, bij de beloften, en behaalde toen alleen in de ploegenachtervolging een podiumplaats; hij werd samen met Sylvain Blanquefort, Lahoun en Pandele derde.
In 2008 reed hij bij de elite en werd op het Frans kampioenschap derde in de ploegkoers, samen met Nicolas Rousseau.
Vanwege zijn stageplek bij Française des Jeux reed Dauga toen meer wegwedstrijden. Zo werd hij onder andere vierde in Parijs-Tours onder 23 jaar.

## Overwinningen
2004
- Frans kampioen ploegkoers, Nieuwelingen (met Romain Sicard)

2005
- Frans kampioen achtervolging, Junioren

## Grote ronden
Geen